# イチョウハクジラ
イチョウハクジラ（銀杏歯鯨、Mesoplodon ginkgodens）は、ハクジラ亜目アカボウクジラ科オウギハクジラ属に属するクジラである。

## 名称
下顎に一対の歯を有し、その歯の形状がイチョウの葉に似ているために「イチョウハ」という和名が付けられた。
種小名の「ginkgodens」は、「イチョウ」を意味する「ginkgo」と「歯」を意味する「dens」に由来する。

## 分類
デラニヤガラオウギハクジラ（英語版）と特に近縁である可能性が指摘されている。

## 形態

ヒトとの大きさの比較

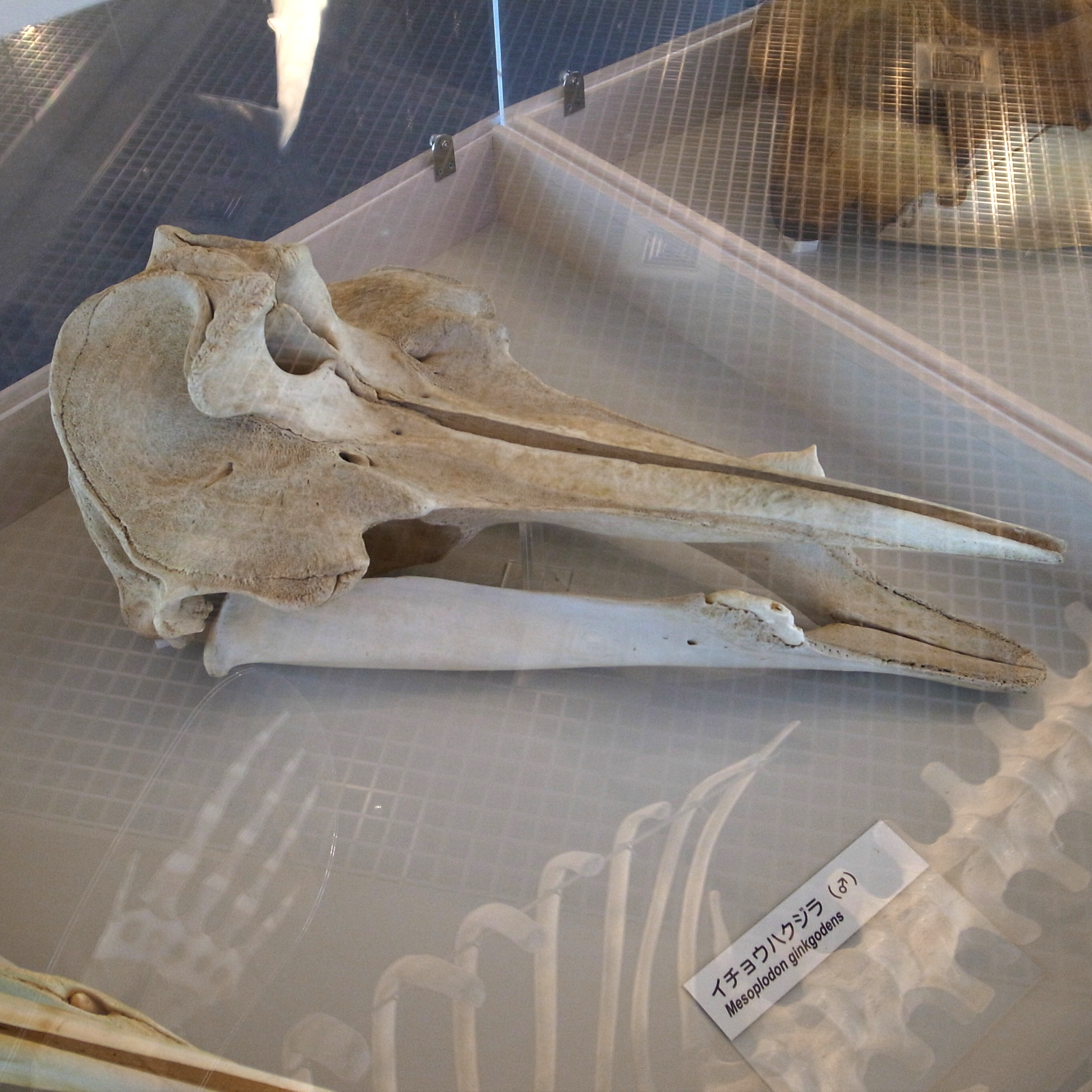
頭骨の展示（美ら海水族館）

成体の体長は雌雄ともに約4.9メートルに達する。生まれた直後の体長は約2.4メートルである。イチョウハクジラの体型は他のオウギハクジラ類と比べるとがっしりしているが、その他については典型的な体型である。口吻の長さは平均的な長さである。
上顎には歯は持たないが、下顎の中ほどが大きく盛り上がっており、そこにイチョウの葉に似た形状の歯を1対のみ有する。その歯は大きいが、コブハクジラやタイヘイヨウオウギハクジラのように下顎の歯が上顎からはみ出すほどではない。
雄の体色は全体は濃い灰色であるが、口吻の先端や頭部付近は明るい灰色で、尾の腹側に白い斑点を有するが、個体による差がある。雌の体色は、背側は明るい灰色であり、腹側はより明るい灰色である。他のオウギハクジラ類の雄の全身には同種の雄同士が争ってできる噛み傷を有することが多いのに対し、イチョウハクジラにはそのような傷がないことが特徴の一つである。

## 分布
生息域はインド洋と太平洋の熱帯域から温帯域にかけての海域であると考えられている。日本列島の沖と台湾の沖における野生下での生体の観察例が報告されている。2021年には、ニュージーランドの本土の北端沖で目撃されている。
座礁の報告例は20未満であり、日本、カリフォルニア州、ガラパゴス諸島、ニューサウスウェールズ州、ニュージーランド、スリランカ、モルディブ、マラッカ海峡における座礁が報告されている。2022年には北海道の八雲町で座礁個体が発見され、世界で最北の確認例となった。
中国沖の南シナ海で目撃が報告されたが、デラニヤガラオウギハクジラ（英語版）の誤認の可能性も指摘されている。

## 生態
確認自体が珍しいクジラであり、ほとんどの生体情報が不明である。
上記の通り、オウギハクジラ類の雄の成体は同種の雄同士で争った際にできる噛み傷を有することが多いが、イチョウハクジラにはそういった噛み傷がないため、同種の雄同士が争うことはないと考えられる。
主にイカなどの頭足類や魚類を食べる。

## 保護
生息数は不明である。
稀ではあるが捕鯨の対象となった個体も知られている。また、流し網による混獲の例も知られている。
IUCNのレッドリストでは「データ不足（DD）」 に分類されている。